# نيكولاس روجاس أكوستا
نيكولاس روجاس أكوستا (1873-1947) (بالإنجليزية: Nicolas Rojas Acosta)‏ هو عالم نبات أرجنتيني.